# Ława (karuzela)

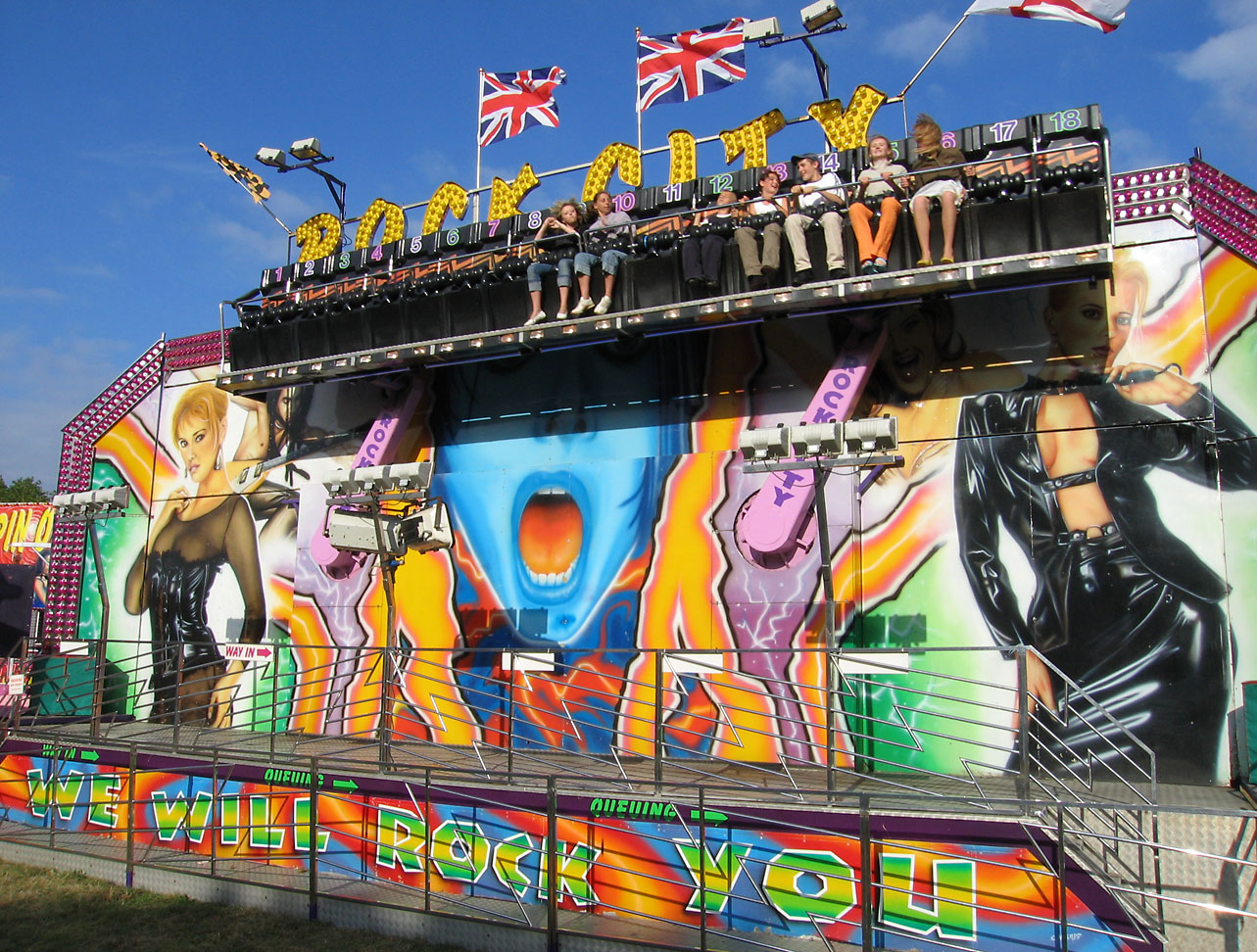
Karuzela-ława w objazdowym lunaparku

Ława – typ karuzeli składający się ze ściany i ławki, na której siadają osoby. Najpierw ławka wspina się na ścianie do góry za pomocą specjalnych uchwytów zamontowanych na ścianie ławki, później swobodnie spada na dół, a pasażerowie odczuwają uczucie spadania. W Polsce często takie ławy są największą atrakcją objazdowych lunaparków. Przed wypadnięciem chroni  specjalny długi uchwyt, którego należy się trzymać podczas jazdy.

## Typy ław
- pospolita (opisana powyżej)

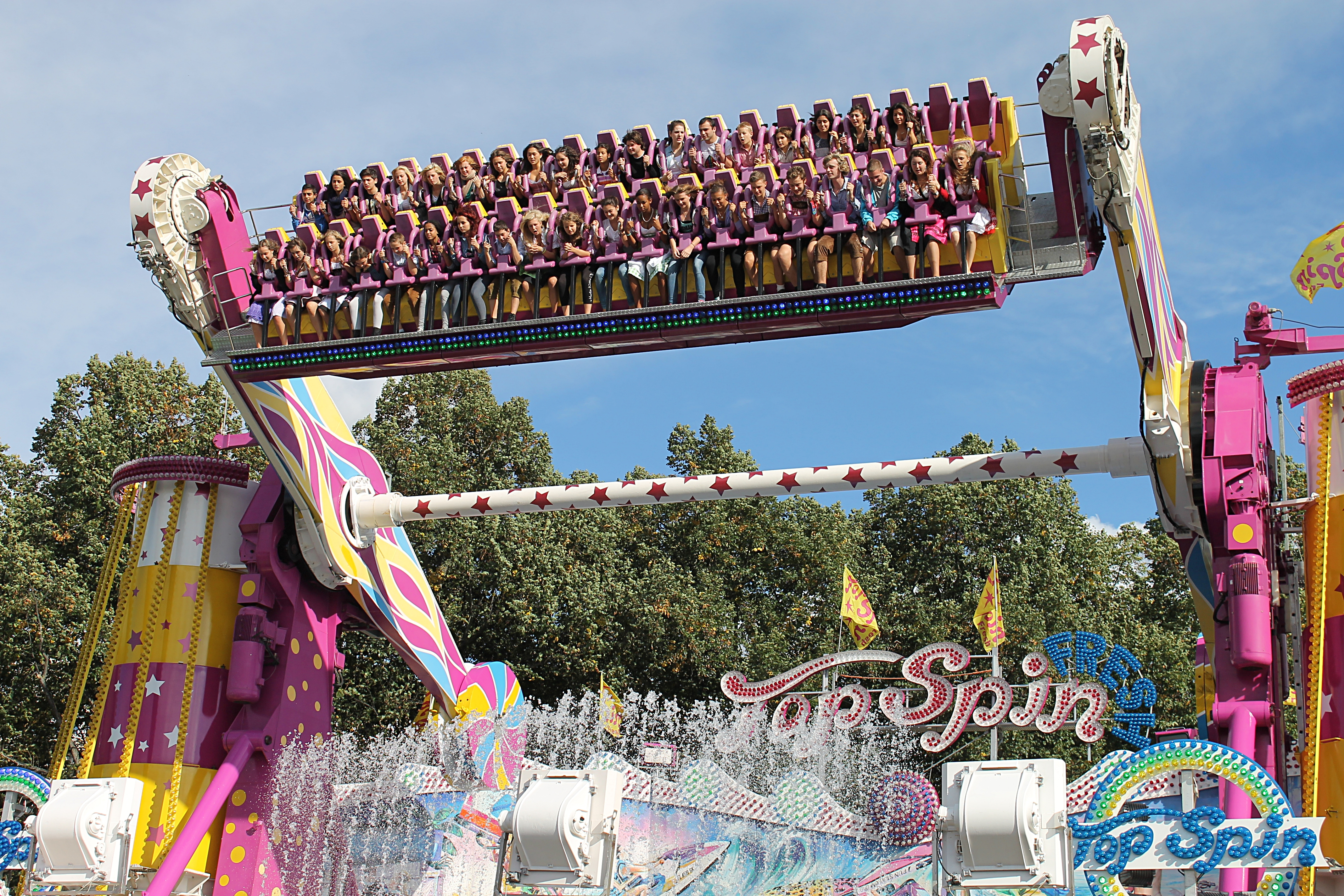
Ława typu Top Spin

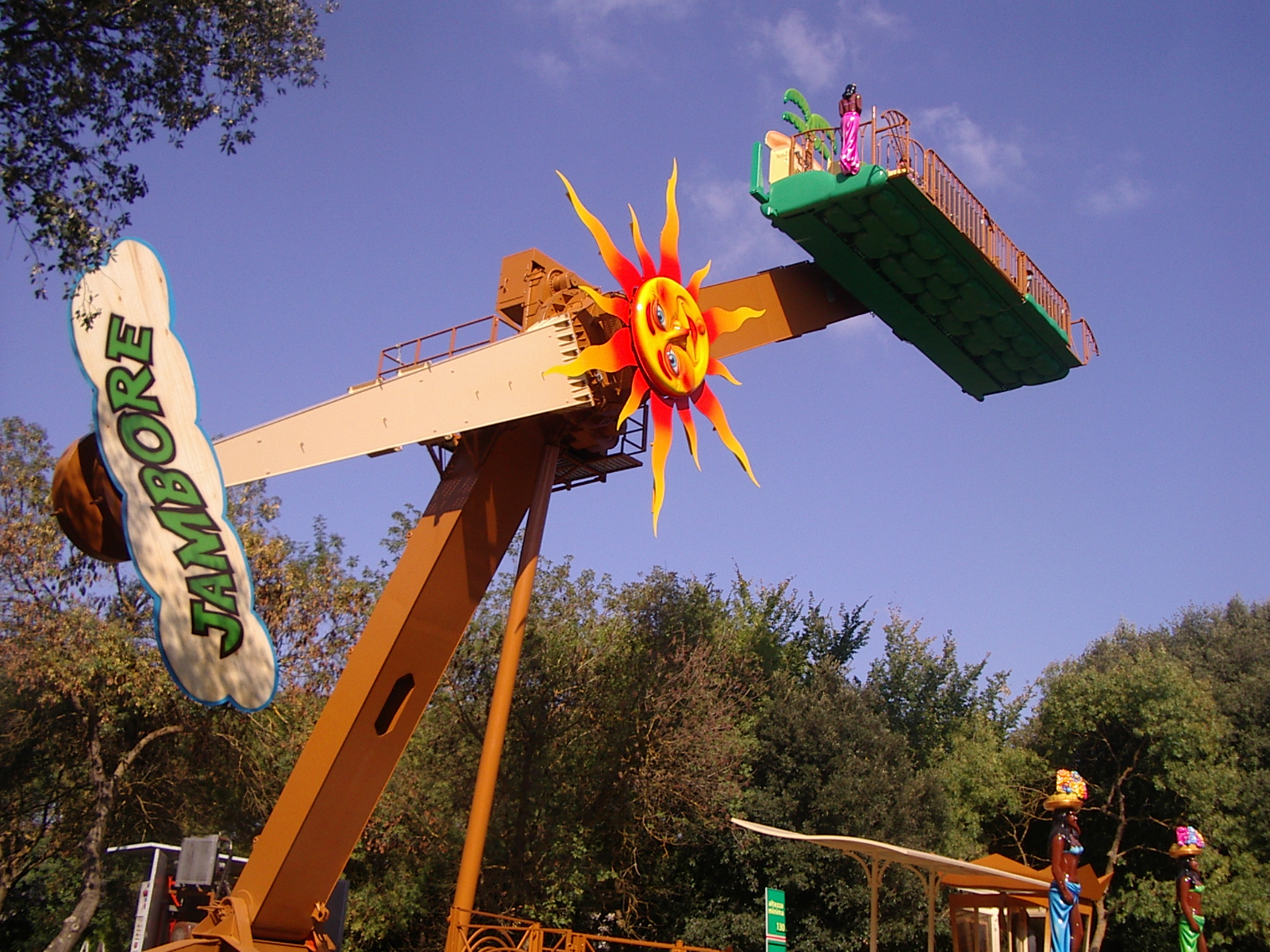
Ława typu Tęcza

- typu Boczna Huśtawka (Pasażerowie już nie siadają w kierunku oglądających a uchwyty nie są już przymocowane do ściany ławki lecz do osobnych stelaży. Ława taka idzie z góry na dół wykonując huśtanie na lewo i na prawo)
- typu Top Spin (Uchwyty podtrzymujące gondole są również przymocowane do stelaży jednakże pasażerowie siedzą w tym samym kierunku co pospolita ława. Karuzela idzie z góry na dół robiąc 360 stopniowe pętle)
- typu Tęcza (ang. Rainbow) (Działanie ma jak pospolita ławka z tą różnicą, że ławka jest w kształcie tęczy i jest o wiele wyższa niż pospolita ławka. Największe tego typu ławki są w Heide-Parku w Soltau w Niemczech (wysokość 25 m), w Lisebergu w Szwecji (wysokość 24 m) i w Śląskim Wesołym Miasteczku (wysokość 20 m)